# Шрамек, Ян
Ян Шрамек (чеш. Jan Šrámek; род. 11 августа 1870, Григов, Моравская марка, Австро-Венгрия — 22 апреля 1956, Прага) — чехословацкий политический деятель. Премьер-министр чехословацкого правительства в изгнании с 21 июля 1940 по 5 апреля 1945 года. Был первым председателем Чехословацкой народной партии и монсеньором в католической церкви.

## Биография
Изучал теологию на богословском факультете в университете в Оломоуце (Ольмюце). В 1893 году получил сан священника римско-католической церкви и служил в Моравии. В 1904—1911 годах преподавал «христианскую социологию» (социальное учение церкви) в богословском училище в Брно.
Активно участвовал в политике с 1890-х годов, выступил одним из основателей Крестьянского социального союза, с 1894 года руководил организацией КСС в Чехии и Моравии, в 1899 году создал Моравско-силезскую христианско-социальную партию. В 1906—1918 депутат Моравского земского сейма, в 1907—1918 — член австрийского парламента (Рейхсрата).
Активно участвовал в движении за создание независимого чехословацкого государства, стал членом Революционного национального собрания Чехословакии, в начале 1919 года руководил объединением католических политических движений в Чехословацкую народную партию (ЧНП). Как лидер ЧНП стал одним из наиболее авторитетных политиков межвоенной Чехословакии. В 1920—1939 годах последовательно избирался и являлся депутатом Народного собрания.
Хотя президент Томаш Масарик находил его и его политическую силу чересчур клерикальными, им приходилось сотрудничать в правительстве. С 1926 по 1938 года работал в различных министерствах в должности министра.
После аннексии Чехии нацистской Германией отправился в эмиграцию, где вошёл в Чехословацкий комитет национального освобождения в качестве заместителя председателя Эдварда Бенеша. При создании 21 июля 1940 года чехословацкого правительства в изгнании (Лондон) занял в нём пост премьер-министра.
В ходе освобождения страны от оккупантов правительство Шрамека в марте 1945 года подало в отставку, и его члены вошли в сформированный 2 апреля 1945 года коалиционный кабинет социал-демократа Зденека Фирлингера. Таким образом, с этого момента Чехословакией управлял прокоммунистический Национальный фронт, в который также входила Народная партия Шрамека: сам он получил в нём должность заместителя премьер-министра, а также был избран депутатом Народного собрания.
Яна, а также остальных членов его коалиции беспокоила растущая роль Коммунистической партии. Свой пост второго человека в правительстве он потерял 6 ноября 1945 года при очередной реорганизации правительства, когда было урезано представительство буржуазных партий, но продолжал входить в правительство до февраля 1948 года, когда, чтобы укрепить власть, коммунисты совершили государственный переворот, что привело к полной победе КПЧ и отставке Бенеша. Шрамеку пришлось уйти с поста председателя Народной партии.
Ян Шрамек умер в одной из больниц Праги, куда был госпитализирован под вымышленным именем. После 1989 года останки Яна Шрамека были перенесены в Велеград.